# Gajus Lucilius
Gaius Lucilius, även kallad Lucilius, född cirka 180 f.Kr., död cirka 102 f.Kr., var en romersk skald. Han var samtida med Scipio Africanus d. y. och Laelius och var en del av dessas bekantskapskrets. 
Lucilius härstammade från en välbärgad riddarfamilj i Suessa Aurunca i Latium och genomförde krigstjänstgöring i Scipios fältherrekohort vid Numantia 134 f.Kr. Huvudsakligen sysselsatte han sig med studier och diktning. Han var begåvad med skarp iakttagelseförmåga och kvickhet, och kunde därför identifiera sin samtids lyten och svagheter och att kasta löjets skimmer över dem i sina dikter, Saturae. Detta begrepp betydde hos romarna först dikter av blandat innehåll, som möjligen närmade sig de grekiska satyroi. Han uttryckte sina tankar om samtiden, som han ställde i motsats till den äldre tider, samtidigt som han frispråkigt och kraftigt gisslade dess urartande och överdrifter. Han var dock inte en romare av forntidens skola, utan hade i likhet med övriga runt Scipio, en öppen blick för de ändrade förhållandena i världsstaden och världsriket. Han visade sig själv inte heller främmande för livets njutningar. 
Lucilius kan anses som den egentlige skaparen av den romerska satiren, vilken efter honom utvecklades av Horatius. Han skrev företrädesvis för den litterära medelklassen, där hans folkliga skämtlynne kunde slå an väl. Hans dikter innehöll en skarp kritik, men också en åskådlig bild av tidens rörliga liv, skildrat med en starkt personlig och temperamentsfull uppfattning. I språk och uttryckssätt är han något hård; versifikationen är knagglig. 
Många, men korta fragment finns i behåll av hans 30 böcker. De tidigare bland dessa är skrivna på jambisk-trokaiskt versmått, och de senare på hexametriskt versmått. Vad som återstår av hans dikter (omkring 1 350 verser) är dock inte tillräckligt för att ge en verklig inblick i karaktären av hans diktning. Man kan dock göra sig en ungefärlig föreställning av denna genom att studera hans efterbildare Horatius, som redogjort för flera för Lucilius karaktäristiska drag.